# Автошлях Т 1419
Автошлях Т 1419 — колишній автомобільний шлях територіального значення у Львівській та Івано-Франківській областях. Проходив територією Миколаївського, Жидачівського та Калуського районів через Миколаїв — Розділ — Жидачів — Журавно — Калуш. Загальна довжина — 64 км.
За Постановою Кабінету Міністрів України № 1242 від 17 листопада 2021 шлях був об'єднаний із шляхами Т 1425, Т 0910 в Р84.

## Маршрут
Автошлях проходить через такі населені пункти:
| Автошлях Т 1419           |               |
| Львівська область         |               |
| Миколаївський район       |               |
| Миколаїв                  | E471М06Т 1425 |
| Розвадів                  |               |
| Верин                     |               |
| Крупське                  |               |
| Розділ                    |               |
| Березина                  |               |
| Жидачівський район        |               |
| Заріччя                   |               |
| Іванівці                  | E50М12        |
| Жидачів                   |               |
| Загурщина                 |               |
| Бережниця                 |               |
| Млиниська                 |               |
| Смогів                    |               |
| Журавно                   |               |
| Монастирець               |               |
| Івано-Франківська область |               |
| Калуський район           |               |
| Довгий Войнилів           |               |
| Негівці                   |               |
| Гуменів                   |               |
| Копанки                   |               |
| Калуш                     | Н10           |

## Галерея

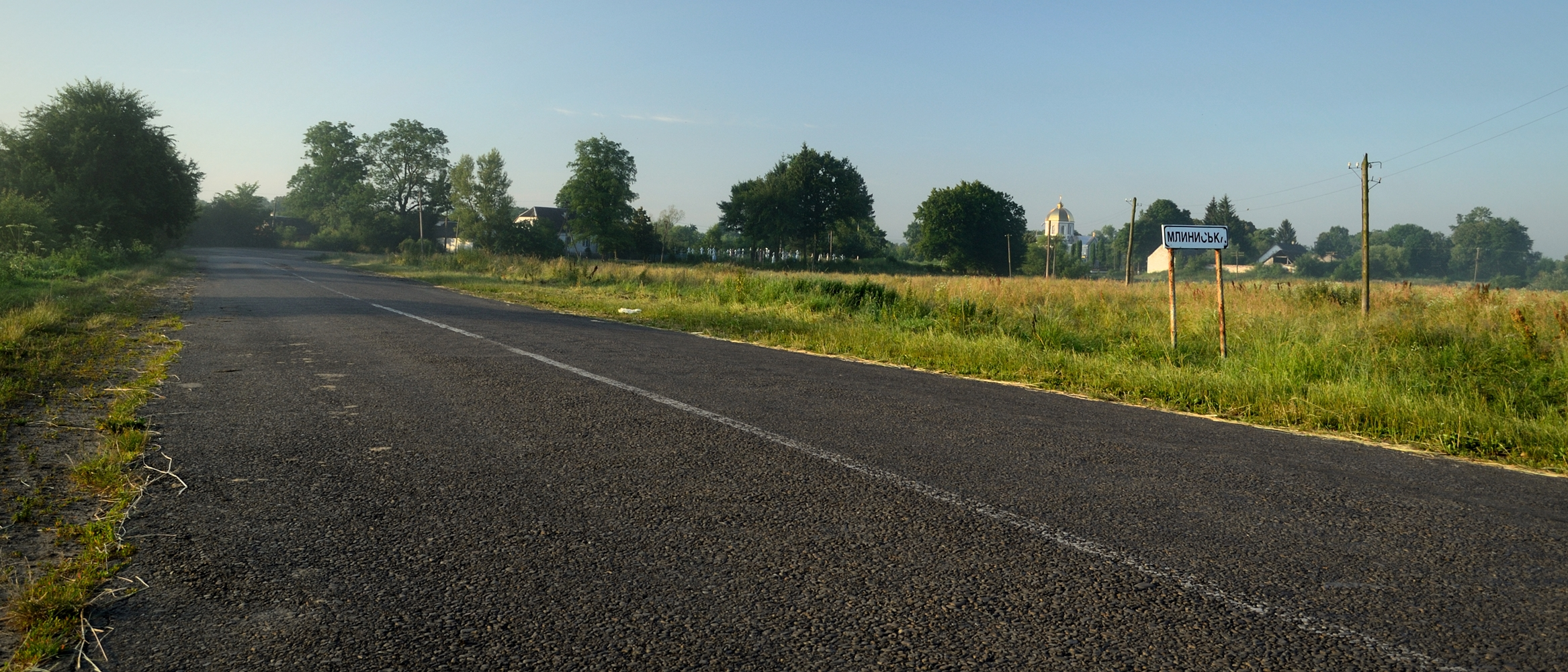
У селі Млиниська
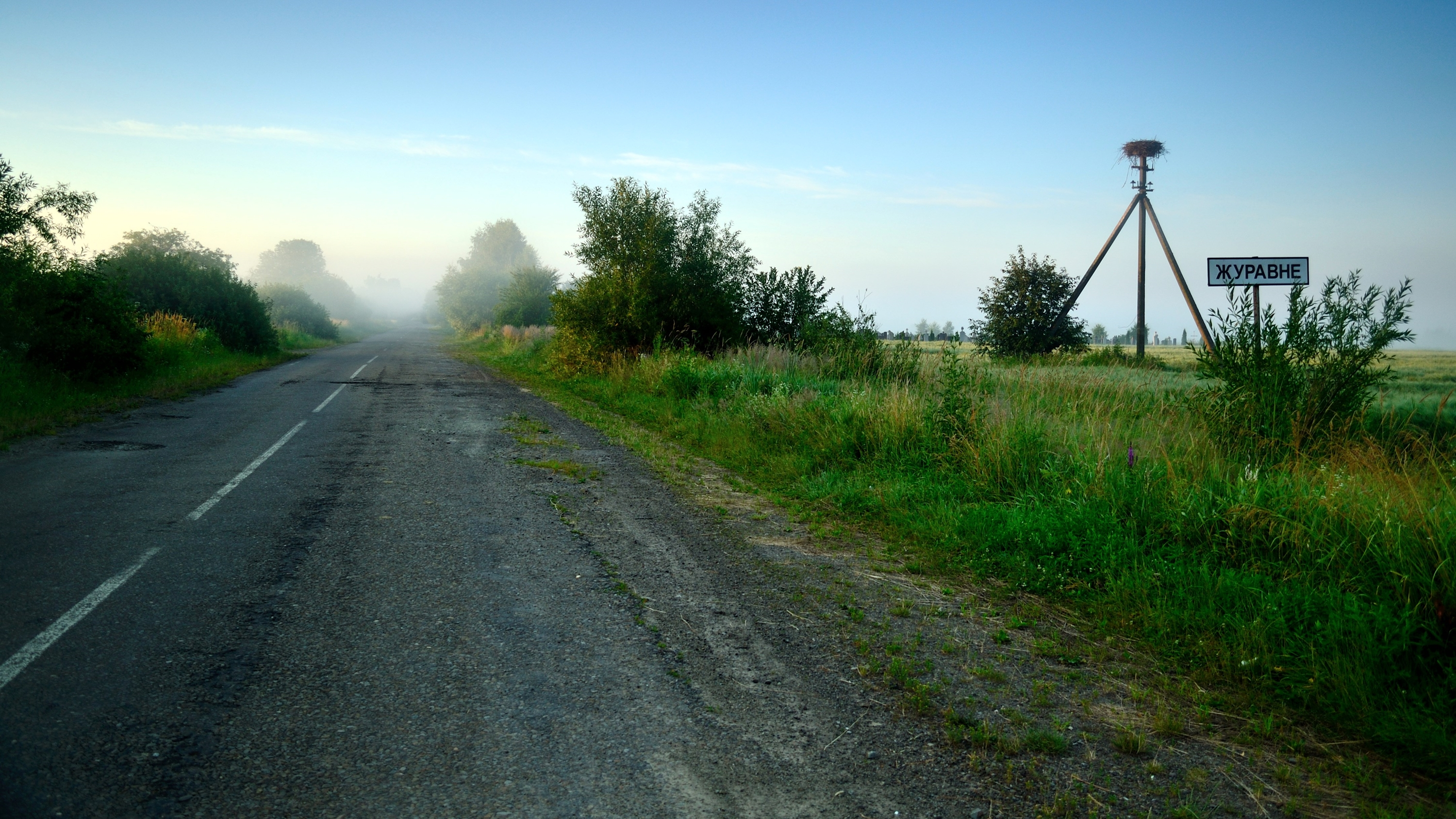
Смт Журавно
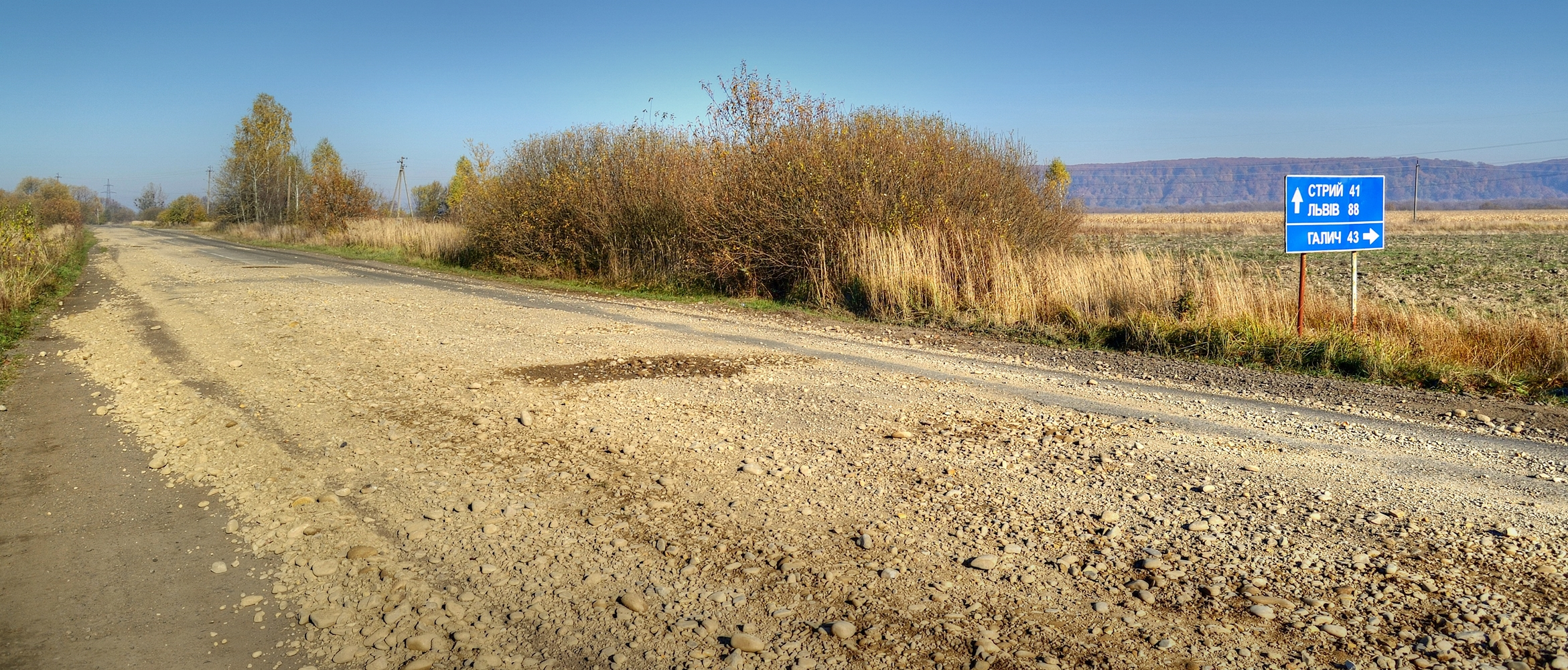
45 км